# 빌리의 부트캠프
빌리의 부트캠프(Billy's Bootcamp)는 가라테 챔피언인 빌리 블랭크스(Billy Blanks)에 의해 만들어진 다이어트용 비디오이자 운동 프로그램이다. 1989년에 처음으로 계획된 뒤 비디오로 제작, 이후에 전 세계에서, 특히 미국과 일본에서 인기를 끈 비디오이다. 시즌 1은 베이직 트레이닝(Basic Training), 얼티밋(Ultimate), 앱 부트캠프(AB Bootcamp), 카디오 라이브(Cardio Live)의 총 4개 부분으로 구성되어 있다. 굉장히 높은 난이도의 다이어트 비디오에 속한다.

## 종류
일반적으로 빌리부트캠프란 총 4단계(Basic Training, Ultimate, AB Bootcamp, Cardio Live)로 구성으로 되어있는 프로그램을 뜻한다.

### 베이직 트레이닝
베이직 트레이닝(Basic Training)은 흔히 베이직이라고 부르는데, 이 프로그램은 빌리부트캠프의 가장 기본이다. 이름에서 알 수 있듯이 다른 운동들을 시작하기 전에 제일 먼저 하는 단계이다. 54분 54초로 구성된 이 비디오의 순서는 워밍업 - 스트레칭 - 팔 - 다리 - (이제부터 밴드 응용 동작) 팔 근력운동 - 팔 유산소 운동 - 다리운동 - (다시) 팔운동 - 푸시업 - 복근운동 - 몸풀기 스트레칭 순으로 진행된다. 거의 모든 동작에서 기본적으로 스쿼트 자세를 요한다.

### 얼티밋
얼티밋(Ultimate)의 경우 베이직에 비해서 확실히 난이도가 어렵다. 시작 전 스트레칭 부분이 많이 간소화되는 반면에 하체 근육 운동이 많이 추가된다. 운동이 시작된 지 얼마 되지 않아 강도 높은 하체 운동인 런지를 하는 것을 보면 알 수 있다. 엉덩이부터 허벅지 근육 관련 운동의 난이도가 대폭 강화되기 때문에 처음 운동을 하고 나면 근육통이 심하게 온다.
하체뿐만이 아니라 전반적인 운동의 난이도도 증가한다. 소위 군대에서 하는 버피 동작도 중간에 추가될 뿐 아니라 모든 동작들이 베이직에 비하여 더욱 어렵다. 복근 운동도 베이직에 비해서 강화되었다.

### 앱 부트캠프
앱 부트캠프(AB Bootcamp)는 복근 단련을 위주로 만들어진 프로그램이다. 약 35분간의 운동으로 전신 단련을 목적으로 하는 다른 비디오들과는 다르게 순수하게 복근의 단련을 목적으로 한다. 간단한 워밍업부터 시작해서 서서하는 동작, 누워서 하는 동작들이 차례대로 진행된다. 중간에 빌리 블랭크스가 계속 복근 운동의 가장 중요한 요소인 '쥐어짜(Squeeze)'를 소리치는 것을 들을 수 있다.

### 카디오 라이브
카디오 라이브(Cardio Live)는 빌리부트캠프 프로그램 중에서 비교적 다른 것에 비해 시간이 짧고 쉬운 편이다. 이름에서도 알 수 있듯이 유산소 운동에 주력한다. 시즌 1 중 유일하게 넓은 야외에서 진행된다. 그렇기 때문인지 뒤에서 같이 운동을 하고 있는 사람들의 숫자가 다른 것에 비해 훨씬 더 많다. 동작들이 이전의 베이직 트레이닝과 얼티밋이 적절히 섞여 있다.